# Liste des plages de la Charente-Maritime
La liste des plages de la Charente-Maritime présente les plages situées sur le territoire du département de la Charente-Maritime.

## Définition
Une plage est définie comme étant une berge en pente douce par rapport à un cours d'eau, un plan d'eau ou à la mer. Elle est constituée de matériaux allant de sables fins à des blocs. Elles sont constituées de trois parties : l'avant-plage (découverte aux basses mers), l'estran (alternativement recouvert ou découvert au fil des marées moyennes), et l'arrière-plage (recouvert aux hautes mers).
Le territoire charentais-maritime présente des profils variés de plages naturelles - et artificielles - en raison de la diversité géologique du littoral. En effet, celui-ci est de nature principalement calcaire, formant des plages de galets ou de sable fin (Côte Sauvage), avec ou sans la présence d'un platier (Île d'Oléron, Île de Ré). Aussi, les golfes et vallées ennoyées lors de la transgression flandrienne par la mer ont été comblées par les vases et le travail de l'Homme au cours des deux derniers millénaires, permettant la présence de plages de vases, et de cordons de galets (Marais de Brouage, Marais poitevin).

## Pays Royannais
| Nom                                                  | Longueur totale en km | Coordonnées                     | Littoral concerné                                                   | Nature           | Particularité              | Commune                            | Photographie |
| ---------------------------------------------------- | --------------------- | ------------------------------- | ------------------------------------------------------------------- | ---------------- | -------------------------- | ---------------------------------- | ------------ |
| Plage de Talmont                                     | 0,43                  | 45° 32′ 18,3″ N, 0° 54′ 23,7″ O | Estuaire de la Gironde                                              | sable et vase    |                            | Talmont-sur-Gironde                |              |
| Plage de Cadet                                       | 0,2                   | 45° 33′ 29,3″ N, 0° 57′ 48,1″ O | Estuaire de la Gironde                                              | sable            | Submergée à marée haute    | Meschers-sur-Gironde               |              |
| Plage des Nonnes                                     | 0,43                  | 45° 33′ 37,6″ N, 0° 57′ 59,4″ O | Estuaire de la Gironde                                              | sable            |                            | Meschers-sur-Gironde               |              |
| Plage des Vergnes                                    | 0,78                  | 45° 33′ 53,6″ N, 0° 58′ 21,5″ O | Estuaire de la Gironde                                              | sable            |                            | Meschers-sur-Gironde               |              |
| Plage de l'Arnèche                                   | 0,23                  | 45° 34′ 10,9″ N, 0° 58′ 32″ O   | Estuaire de la Gironde                                              | sable et platier |                            | Meschers-sur-Gironde               |              |
| Plage de Suzac                                       | 0,63                  | 45° 34′ 28,4″ N, 0° 58′ 57,5″ O | Estuaire de la Gironde                                              | sable            |                            | Meschers-sur-Gironde               |              |
| Crique de Suzac                                      | 0,11                  | 45° 34′ 47″ N, 0° 59′ 26,4″ O   | Estuaire de la Gironde                                              | sable et platier |                            | Saint-Georges-de-Didonne           |              |
| Plage des Anglais                                    | 0,23                  | 45° 34′ 53,1″ N, 0° 59′ 22,5″ O | Estuaire de la Gironde                                              | sable et platier |                            | Saint-Georges-de-Didonne           |              |
| Plage de Saint-Georges                               | 2,3                   | 45° 35′ 29,7″ N, 0° 59′ 30,9″ O | Estuaire de la Gironde                                              | sable            |                            | Saint-Georges-de-Didonne           |              |
| Plage du port                                        | 0,07                  | 45° 35′ 58,3″ N, 1° 00′ 27,6″ O | Estuaire de la Gironde                                              | sable            |                            | Saint-Georges-de-Didonne           |              |
| Crique de la Corniche                                | 0,05                  | 45° 36′ 12,9″ N, 1° 00′ 46,2″ O | Estuaire de la Gironde                                              | sable et platier | Baignade interdite         | Saint-Georges-de-Didonne           |              |
| Plage de Vallières                                   | 2,4                   | 45° 36′ 33,3″ N, 1° 00′ 36″ O   | Estuaire de la Gironde                                              | sable            | Partie de la Grande Conche | Saint-Georges-de-Didonne           |              |
| Plage de la Grande-Conche                            | 2,4                   | 45° 37′ 06,2″ N, 1° 00′ 59,6″ O | Estuaire de la Gironde                                              | sable            | Partie de la Grande Conche | Royan                              |              |
| Plage de Foncillon                                   | 0,23                  | 45° 37′ 08,8″ N, 1° 02′ 00,3″ O | Estuaire de la Gironde                                              | sable            |                            | Royan                              |              |
| Plage du Chay                                        | 0,21                  | 45° 37′ 12,2″ N, 1° 02′ 32,9″ O | Estuaire de la Gironde                                              | sable            |                            | Royan                              |              |
| Plage du Pigeonnier                                  | 0,1                   | 45° 37′ 18,1″ N, 1° 02′ 48,6″ O | Estuaire de la Gironde                                              | sable            |                            | Royan                              |              |
| Plage de Pontaillac                                  | 0,38                  | 45° 37′ 35,9″ N, 1° 03′ 06,2″ O | Estuaire de la Gironde                                              | sable            |                            | Royan                              |              |
| Plage de Gilet                                       | 0,01                  | 45° 37′ 36,3″ N, 1° 03′ 31,7″ O | Estuaire de la Gironde                                              | sable            | Submergée à marée haute    | Royan                              |              |
| Plage de Saint-Sordelin                              | 0,04                  | 45° 37′ 50,5″ N, 1° 03′ 53,5″ O | Estuaire de la Gironde                                              | sable            |                            | Vaux-sur-Mer                       |              |
| Plage du Conseil                                     | 0,02                  | 45° 38′ 03,7″ N, 1° 04′ 12,8″ O | Estuaire de la Gironde                                              | sable            | Submergée à marée haute    | Vaux-sur-Mer                       |              |
| Plage de Nauzan                                      | 0,34                  | 45° 38′ 18,9″ N, 1° 04′ 38,3″ O | Estuaire de la Gironde                                              | sable            |                            | Vaux-sur-Mer, Saint-Palais-sur-Mer |              |
| Plage du Bureau                                      | 0,25                  | 45° 38′ 29,1″ N, 1° 05′ 14,8″ O | Estuaire de la Gironde                                              | sable            |                            | Saint-Palais-sur-Mer               |              |
| Plage des Pierrières                                 | 0,01                  | 45° 38′ 24,1″ N, 1° 05′ 39,4″ O | Estuaire de la Gironde                                              | sable            |                            | Saint-Palais-sur-Mer               |              |
| Plage du Platin                                      | 0,9                   | 45° 38′ 36,4″ N, 1° 05′ 57,9″ O | Estuaire de la Gironde                                              | sable et platier | Pont du Diable             | Saint-Palais-sur-Mer               |              |
| Plage du Concié                                      | 0,03                  | 45° 38′ 48,8″ N, 1° 06′ 37,5″ O | Estuaire de la Gironde                                              | sable            | Submergée à marée haute    | Saint-Palais-sur-Mer               |              |
| Plage de la Grande Côte                              | 4,7                   | 45° 39′ 22,4″ N, 1° 07′ 48,5″ O | Estuaire de la Gironde                                              | sable            |                            | Saint-Palais-sur-Mer               |              |
| Plage des Combots                                    | 4,7                   | 45° 39′ 52,3″ N, 1° 08′ 34,2″ O | Estuaire de la Gironde                                              | sable            | Naturiste (en partie)      | Saint-Palais-sur-Mer               |              |
| Plage de la Lède                                     | 4,7                   | 45° 40′ 07,1″ N, 1° 08′ 54,4″ O | Estuaire de la Gironde                                              | sable            | Naturiste (en partie)      | Les Mathes                         |              |
| Plage des Pins de Cordouan                           | 4,7                   | 45° 40′ 28,9″ N, 1° 09′ 31,8″ O | Estuaire de la Gironde                                              | sable            |                            | Les Mathes                         |              |
| Plage de La Palmyre / du Clapet                      | 0,51                  | 45° 40′ 50,7″ N, 1° 10′ 41,7″ O | Estuaire de la Gironde, Bonne Anse                                  | sable            |                            | Les Mathes                         |              |
| Plage de Bonne Anse                                  | 0,46                  | 45° 41′ 12,7″ N, 1° 11′ 18″ O   | Bonne Anse                                                          | sable            |                            | Les Mathes                         |              |
| Barre à l'Anglais                                    | 17                    | 45° 40′ 24,5″ N, 1° 12′ 15,7″ O | Estuaire de la Gironde, Bonne Anse, Côte Sauvage / Océan Atlantique | sable            | Zone Natura 2000           | Les Mathes                         |              |
| Plage de la Pointe du Rhin                           | 17                    | 45° 40′ 47,4″ N, 1° 13′ 44,2″ O | Bonne Anse, Côte Sauvage / Océan Atlantique                         | sable            | Zone Natura 2000           | Les Mathes                         |              |
| Plage de la Coubre                                   | 17                    | 45° 41′ 41,4″ N, 1° 14′ 08,2″ O | Côte Sauvage / Océan Atlantique                                     | sable            |                            | Les Mathes, La Tremblade           |              |
| Plage du Vieux Phare                                 | 17                    | 45° 42′ 29,4″ N, 1° 14′ 14,4″ O | Côte Sauvage / Océan Atlantique                                     | sable            |                            | La Tremblade                       |              |
| Plage de la Bouverie                                 | 17                    | 45° 43′ 58,2″ N, 1° 14′ 20,8″ O | Côte Sauvage / Océan Atlantique                                     | sable            | Naturiste                  | La Tremblade                       |              |
| Plage de la Pointe espagnole / de la Pointe d'Arvert | 17                    | 45° 46′ 38,6″ N, 1° 14′ 36,5″ O | Côte Sauvage / Océan Atlantique                                     | sable            | Naturiste (en partie)      | La Tremblade                       |              |
| Plage de l'Embellie                                  | 1,3                   | 45° 47′ 29,5″ N, 1° 12′ 56,1″ O | Pertuis de Maumusson                                                | sable            |                            | La Tremblade                       |              |
| Plage du Galon d'or                                  | 1                     | 45° 47′ 36,2″ N, 1° 12′ 24,4″ O | Pertuis de Maumusson                                                | sable, vase      |                            | La Tremblade                       |              |
| Plage de la Cèpe                                     | 1,85                  | 45° 47′ 34,6″ N, 1° 10′ 47,5″ O | Pertuis de Maumusson                                                | sable, vase      |                            | La Tremblade                       |              |
| Plage de Ronce-les-Bains                             | 1,1                   | 45° 47′ 58,9″ N, 1° 09′ 55,3″ O | Pertuis de Maumusson                                                | sable, vase      |                            | La Tremblade                       |              |
| Plage Mus de Loup                                    | 0,5                   | 45° 47′ 49,3″ N, 1° 08′ 38,6″ O | Pertuis de Maumusson, Estuaire de la Seudre                         | sable, vase      |                            | La Tremblade                       |              |
| Plage de Marennes                                    | 0,6                   | 45° 49′ 02,9″ N, 1° 08′ 10,3″ O | Pertuis de Maumusson                                                | sable            | Artificielle               | Marennes-Hiers-Brouage             |              |
| Plage de Cagouillac                                  | 1,8                   | 45° 49′ 30,4″ N, 1° 08′ 32,3″ O | Pertuis de Maumusson                                                | sable, vase      |                            | Marennes-Hiers-Brouage             |              |
| Plage du Chapus                                      | 0,25                  | 45° 51′ 05,8″ N, 1° 09′ 09,5″ O | Pertuis d'Antioche                                                  | sable, vase      |                            | Bourcefranc-le-Chapus              |              |

## Ile d'Oléron
| Nom                                        | Longueur totale en km           | Coordonnées                      | Littoral concerné                                     | Nature               | Particularité         | Commune                               | Photographie |
| ------------------------------------------ | ------------------------------- | -------------------------------- | ----------------------------------------------------- | -------------------- | --------------------- | ------------------------------------- | ------------ |
| Petite Plage                               | 1,2                             | 45° 50′ 02,5″ N, 1° 11′ 55,2″ O  | Pertuis de Maumusson, Île d'Oléron                    | sable, vase          |                       | Saint-Trojan-les-Bains                |              |
| Plage du Soleil                            | 0,5                             | 45° 49′ 40,3″ N, 1° 11′ 54,7″ O  | Pertuis de Maumusson, Île d'Oléron                    | sable, vase          |                       | Saint-Trojan-les-Bains                |              |
| Plage de Gatseau                           | 3                               | 45° 48′ 36,1″ N, 1° 13′ 24,8″ O  | Pertuis de Maumusson, Île d'Oléron                    | sable, vase          |                       | Saint-Trojan-les-Bains                |              |
| Grande plage de la Pointe de Gatseau       | 10.2                            | 45° 48′ 24,4″ N, 1° 14′ 13,6″ O  | Île d'Oléron, Forêt de Saint-Trojan, Océan Atlantique | sable                | Baignade interdite    | Saint-Trojan-les-Bains                |              |
| Grande plage de Saint-Trojan               | 10.2                            | 45° 50′ 11,9″ N, 1° 14′ 53,2″ O  | Île d'Oléron, Forêt de Saint-Trojan, Océan Atlantique | sable                |                       | Saint-Trojan-les-Bains                |              |
| Plage de la Giraudière                     | 10.2                            | 45° 51′ 01,9″ N, 1° 15′ 03,6″ O  | Île d'Oléron, Forêt de Saint-Trojan, Océan Atlantique | sable                |                       | Le Grand-Village-Plage                |              |
| Plage des Allassins                        | 10.2                            | 45° 51′ 56,9″ N, 1° 15′ 28,5″ O  | Île d'Oléron, Forêt de Saint-Trojan, Océan Atlantique | sable                | Naturiste             | Le Grand-Village-Plage                |              |
| Plage de Vert-Bois                         | 10.2                            | 45° 52′ 35,4″ N, 1° 15′ 49,8″ O  | Île d'Oléron, Forêt de Saint-Trojan, Océan Atlantique | sable                |                       | Dolus-d'Oléron                        |              |
| Plage de l'Écuissière                      | 0,88                            | 45° 53′ 08,6″ N, 1° 16′ 36,3″ O  | Île d'Oléron, Forêt de Saint-Trojan, Océan Atlantique | sable                |                       | Dolus-d'Oléron                        |              |
| Plage du Treuil                            | 0,71                            | 45° 53′ 25,6″ N, 1° 16′ 57,8″ O  | Île d'Oléron, Forêt de Saint-Trojan, Océan Atlantique | sable                |                       | Dolus-d'Oléron                        |              |
| Plage de la Rémigeasse                     | 2                               | 45° 53′ 47,4″ N, 1° 17′ 24,6″ O  | Île d'Oléron, Océan Atlantique                        | sable, platier       |                       | Dolus-d'Oléron                        |              |
| Plage de la Perroche                       | 0,7                             | 45° 53′ 58,6″ N, 1° 17′ 56,2″ O  | Île d'Oléron, Océan Atlantique                        | sable, platier       |                       | Dolus-d'Oléron, Saint-Pierre-d'Oléron |              |
| Plage de Matha                             | 2                               | 45° 54′ 33,1″ N, 1° 18′ 56,3″ O  | Île d'Oléron, Océan Atlantique                        | sable, platier       |                       | Saint-Pierre-d'Oléron                 |              |
| Plage de la Cotinière-Brimaudière          | 2,3                             | 45° 54′ 55″ N, 1° 19′ 57,8″ O    | Île d'Oléron, Océan Atlantique                        | sable, platier       |                       | Saint-Pierre-d'Oléron                 |              |
| Plage de la Biroire                        | 1,3                             | 45° 55′ 53,9″ N, 1° 21′ 28,1″ O  | Île d'Oléron, Océan Atlantique                        | sable, platier       |                       | Saint-Pierre-d'Oléron                 |              |
| Plage de la Menounière                     | 1,75                            | 45° 56′ 12,7″ N, 1° 21′ 54″ O    | Île d'Oléron, Océan Atlantique                        | sable, platier       |                       | Saint-Pierre-d'Oléron                 |              |
| Plage de Chardonnière / des Sables Vignier | 1,8                             | 45° 57′ 07,9″ N, 1° 23′ 06″ O    | Île d'Oléron, Océan Atlantique                        | sable, platier       |                       | Saint-Georges-d'Oléron                |              |
| Plage des Bonnes                           | 1,4                             | 45° 57′ 47,8″ N, 1° 23′ 10,9″ O  | Île d'Oléron, Océan Atlantique                        | sable, platier       |                       | Saint-Georges-d'Oléron                |              |
| Plage de Chaucre                           | 4,6                             | 45° 59′ 12,2″ N, 1° 23′ 26,9″ O  | Île d'Oléron, Océan Atlantique                        | sable                |                       | Saint-Georges-d'Oléron                |              |
| Plage des Seulières                        | 4,6                             | 46° 00′ 01,9″ N, 1° 23′ 18,2″ O  | Île d'Oléron, Océan Atlantique                        | sable                |                       | Saint-Denis-d'Oléron                  |              |
| Plage des Huttes                           | 4,6                             | 46° 00′ 26,3″ N, 1° 23′ 33,2″ O  | Île d'Oléron, Océan Atlantique                        | galets, platier      |                       | Saint-Denis-d'Oléron                  |              |
| Plage de Soubregeon                        | 1,4                             | 46° 02′ 23,9″ N, 1° 22′ 30,5″ O  | Île d'Oléron, Pertuis d'Antioche                      | sable                |                       | Saint-Denis-d'Oléron                  |              |
| Plage de la Boirie                         | 1,22                            | 46° 01′ 58,6″ N, 1° 22′ 17,5″ O  | Île d'Oléron, Pertuis d'Antioche                      | sable, vase          |                       | Saint-Denis-d'Oléron                  |              |
| Plage de Proires                           | 0,85                            | 46° 01′ 30,5″ N, 1° 21′ 36,5″ O  | Île d'Oléron, Pertuis d'Antioche                      | sable, vase          |                       | Saint-Denis-d'Oléron                  |              |
| Plage de Planginot                         | 0,7                             | 46° 01′ 16,6″ N, 1° 21′ 14,2″ O  | Île d'Oléron, Pertuis d'Antioche                      | sable, vase          |                       | La Brée-les-Bains                     |              |
| Plage de la Brée                           | 1,36                            | 46° 00′ 55,8″ N, 1° 20′ 39,6″ O  | Île d'Oléron, Pertuis d'Antioche                      | sable, platier, vase |                       | La Brée-les-Bains                     |              |
| Plage des Boulassiers                      | 1                               | 46° 00′ 36,9″ N, 1° 20′ 02,2″ O  | Île d'Oléron, Pertuis d'Antioche                      | sable, platier       |                       | La Brée-les-Bains                     |              |
| Plage du Douhet                            | 0,95                            | 46° 00′ 15″ N, 1° 19′ 32,1″ O    | Île d'Oléron, Pertuis d'Antioche                      | sable                |                       | La Brée-les-Bains                     |              |
| Plage de Plaisance                         | 9,15                            | 45° 59′ 41,4″ N, 1° 18′ 55,9″ O  | Île d'Oléron, Pertuis d'Antioche                      | sable                |                       | Saint-Georges-d'Oléron                |              |
| Plage de Foulerot                          | 9,15                            | 45° 59′ 33,2″ N, 1° 18′ 41,1″ O  | Île d'Oléron, Pertuis d'Antioche                      | sable                |                       | Saint-Georges-d'Oléron                |              |
| Plage de la Gautrelle                      | 9,15                            | 45° 59′ 19,4″ N, 1° 17′ 44,1″ O  | Île d'Oléron, Pertuis d'Antioche                      | sable                |                       | Saint-Georges-d'Oléron                |              |
| Plage des Saumonards                       | 9,15                            | 45° 59′ 24,9″ N, 1° 15′ 28,9″ O  | Île d'Oléron, Pertuis d'Antioche                      | sable                | Naturiste (en partie) | Saint-Georges-d'Oléron                |              |
| Plage de Boyardville                       | 9,15                            | 45° 58′ 30,8″ N, 1° 14′ 10,9″ O  | Île d'Oléron, Pertuis d'Antioche                      | sable                |                       | Saint-Georges-d'Oléron                |              |
| Plage de la Pointe de la Perrotine         |                                 | 45° 57′ 55,5″ N, 1° 13′ 56,8″ O  | Île d'Oléron, Pertuis d'Antioche                      | sable, vase          | Natura 2000           | Saint-Pierre-d'Oléron                 |              |
| Plage de Fort-Royer                        |                                 | 45° 57′ 29,3″ N, 1° 14′ 31″ O    | Île d'Oléron, Pertuis d'Antioche                      | vase                 | Natura 2000           | Saint-Pierre-d'Oléron                 |              |
| Plage des Pointes Bellevue et Arceau       | 45° 56′ 18,4″ N, 1° 13′ 34,3″ O | Île d'Oléron, Pertuis d'Antioche | vase                                                  | Natura 2000          | Saint-Pierre-d'Oléron |                                       |              |
| Plage de la Brande                         |                                 | 45° 54′ 34,1″ N, 1° 13′ 07″ O    | Île d'Oléron, Pertuis d'Antioche                      | vase                 | Natura 2000           | Dolus-d'Oléron                        |              |
| Plage de la Phibie / du Château-d'Oléron   | 0,84                            | 45° 53′ 32,1″ N, 1° 11′ 48,9″ O  | Île d'Oléron, Pertuis d'Antioche                      | sable, vase          |                       | Le Château-d'Oléron                   |              |

## Pays Rochefortais
| Nom                                  | Longueur totale en km | Coordonnées                     | Littoral concerné                           | Nature                   | Particularité | Commune          | Photographie |
| ------------------------------------ | --------------------- | ------------------------------- | ------------------------------------------- | ------------------------ | ------------- | ---------------- | ------------ |
| Plage de Plaisance                   | 2,3                   | 45° 54′ 35,3″ N, 1° 04′ 30″ O   | Pertuis d'Antioche, Marais de Brouage       | galet, vase              | Natura 2000   | Saint-Froult     |              |
| Plage des Anses                      | 0,22                  | 45° 56′ 40,8″ N, 1° 06′ 00,2″ O | Pertuis d'Antioche                          | sable                    | Artificielle  | Port-des-Barques |              |
| Plage de Port-des-Barques            | 0,75                  | 45° 56′ 59″ N, 1° 05′ 22,5″ O   | Pertuis d'Antioche, Estuaire de la Charente | sable, vase              |               | Port-des-Barques |              |
| Plage de la Passe aux Filles         | 0,3                   | 45° 57′ 41,2″ N, 1° 07′ 09,4″ O | Pertuis d'Antioche, Île Madame              | sable, vase              |               | Port-des-Barques |              |
| Plage du Puits des Insurgés          | 0,2                   | 45° 57′ 43″ N, 1° 06′ 54,5″ O   | Pertuis d'Antioche, Île Madame              | sable, platier           |               | Port-des-Barques |              |
| Plage de l'Espérance                 | 0,7                   | 45° 58′ 37,8″ N, 1° 05′ 00,7″ O | Pertuis d'Antioche, Estuaire de la Charente | sable, vase              |               | Fouras           |              |
| Plage Sud / de la Coué               | 0,27                  | 45° 59′ 02,4″ N, 1° 05′ 33,5″ O | Pertuis d'Antioche, Estuaire de la Charente | sable, vase              |               | Fouras           |              |
| Grande plage de Fouras               | 0,57                  | 45° 59′ 18,9″ N, 1° 05′ 53,8″ O | Pertuis d'Antioche, Estuaire de la Charente | sable, vase              |               | Fouras           |              |
| Plage Nord                           | 0,72                  | 45° 59′ 32,4″ N, 1° 05′ 32,3″ O | Pertuis d'Antioche                          | sable, vase              |               | Fouras           |              |
| Plage du Bois-Vert-Sud               | 0,15                  | 45° 59′ 30,7″ N, 1° 06′ 08,2″ O | Pertuis d'Antioche, Estuaire de la Charente | galets, vase             |               | Fouras           |              |
| Plage du Bois-Vert-Nord              | 0,25                  | 45° 59′ 36,7″ N, 1° 06′ 14,7″ O | Pertuis d'Antioche, Estuaire de la Charente | galets, vase             |               | Fouras           |              |
| Plage de la Vierge                   | 0,9                   | 45° 59′ 59,4″ N, 1° 06′ 41″ O   | Pertuis d'Antioche, Estuaire de la Charente | sable, coquillages, vase |               | Fouras           |              |
| Plage de la Pointe de la Fumée-Ouest | 0,18                  | 46° 00′ 12,6″ N, 1° 07′ 13,7″ O | Pertuis d'Antioche                          | sable, vase, platier     |               | Fouras           |              |
| Plage de la Pointe de la Fumée-Est   | 0,19                  | 46° 00′ 08,7″ N, 1° 07′ 01,9″ O | Pertuis d'Antioche                          | sable, vase, platier     |               | Fouras           |              |
| Plage d'Yves                         | 2,8                   | 46° 00′ 29,6″ N, 1° 03′ 09,6″ O | Pertuis d'Antioche                          | galets, vase             |               | Fouras, Yves     |              |
| Plage du Marouillet                  | 2,1                   | 46° 02′ 05,2″ N, 1° 03′ 24,2″ O | Pertuis d'Antioche                          | galets, vase             |               | Yves             |              |
| Plage de l'Anse de la Croix          | 0,14                  | 46° 00′ 39,2″ N, 1° 10′ 39,2″ O | Pertuis d'Antioche                          | sable                    |               | Ile-d'Aix        |              |
| Grande Plage                         | 0,92                  | 46° 01′ 02,2″ N, 1° 10′ 37,3″ O | Pertuis d'Antioche, Île d'Aix               | sable                    |               | Ile-d'Aix        |              |
| Baby plage                           | 0,02                  | 46° 01′ 22,5″ N, 1° 09′ 36,9″ O | Pertuis d'Antioche, Île d'Aix               | platier                  |               | Ile-d'Aix        |              |
| Plage des Sables Jaunes              | 0,08                  | 46° 01′ 20,1″ N, 1° 09′ 32,8″ O | Pertuis d'Antioche, Île d'Aix               | sable, platier           |               | Ile-d'Aix        |              |
| Plage aux Coquillages                | 1,6                   | 46° 01′ 07″ N, 1° 09′ 54,1″ O   | Pertuis d'Antioche, Île d'Aix               | coquillages, sable, vase |               | Ile-d'Aix        |              |

## Littoral rochelais
| Nom                            | Longueur totale en km | Coordonnées                     | Littoral concerné  | Nature               | Particularité | Commune                     | Photographie |
| ------------------------------ | --------------------- | ------------------------------- | ------------------ | -------------------- | ------------- | --------------------------- | ------------ |
| Plage des Boucholeurs          | 0,15                  | 46° 03′ 16,1″ N, 1° 05′ 21,3″ O | Pertuis d'Antioche | sable, vase          |               | Châtelaillon-Plage          |              |
| Grande plage de Châtelaillon   | 2,4                   | 46° 04′ 30,7″ N, 1° 05′ 39,3″ O | Pertuis d'Antioche | sable, vase          |               | Châtelaillon-Plage          |              |
| Plage d'Orbigny                | 1,05                  | 46° 05′ 29,7″ N, 1° 05′ 59,5″ O | Pertuis d'Antioche | sable, vase          |               | Châtelaillon-Plage          |              |
| Plage de Saint-Jean des Sables | 0,28                  | 46° 05′ 44,8″ N, 1° 06′ 15,4″ O | Pertuis d'Antioche | sable, vase, platier |               | Angoulins                   |              |
| Plage d'Angoulins              | 0,65                  | 46° 06′ 04″ N, 1° 06′ 44,1″ O   | Pertuis d'Antioche | sable, vase, platier |               | Angoulins                   |              |
| Plage de la Platerre           | 0,65                  | 46° 06′ 18″ N, 1° 08′ 04,5″ O   | Pertuis d'Antioche | sable, vase, platier |               | Angoulins                   |              |
| Plage d'Aytré                  | 1,8                   | 46° 07′ 12,7″ N, 1° 07′ 29,2″ O | Pertuis d'Antioche | sable, vase          |               | Aytré, Angoulins (sur 250m) |              |
| Plage de Roux                  | 1                     | 46° 08′ 01,7″ N, 1° 09′ 01,4″ O | Pertuis d'Antioche | galets, platier      |               | Aytré, La Rochelle          |              |
| Plage des Minimes              | 0,32                  | 46° 08′ 27,8″ N, 1° 10′ 17,1″ O | Pertuis d'Antioche | sable, vase, platier | Artificielle  | La Rochelle                 |              |
| Plage de la Concurrence        | 0,15                  | 46° 09′ 18,1″ N, 1° 09′ 36,9″ O | Pertuis d'Antioche | sable, vase, platier | Artificielle  | La Rochelle                 |              |
| Plage Chef de Baie             | 0,18                  | 46° 08′ 51″ N, 1° 12′ 36,2″ O   | Pertuis d'Antioche | sable                |               | La Rochelle                 |              |
| Plage de la Repentie           | 0,19                  | 46° 10′ 36,7″ N, 1° 13′ 10,2″ O | Pertuis Breton     | galets               |               | La Rochelle                 |              |
| Plage de l'Anse de Pampin      | 1,37                  | 46° 11′ 28,5″ N, 1° 12′ 03,4″ O | Pertuis Breton     | galets               |               | La Rochelle, L'Houmeau      |              |
| Plage de Lauzières             | 0,13                  | 46° 12′ 06,9″ N, 1° 12′ 15″ O   | Pertuis Breton     | galets, platier      |               | Nieul-sur-Mer               |              |
| Plage de Coup de Vague         | 1,75                  | 46° 14′ 44,5″ N, 1° 08′ 32,3″ O | Pertuis Breton     | galets, vase         |               | Esnandes, Marsilly          |              |

## Île de Ré
| Nom                                                     | Longueur totale en km | Coordonnées                     | Littoral concerné                               | Nature         | Particularité         | Commune                            | Photographie |
| ------------------------------------------------------- | --------------------- | ------------------------------- | ----------------------------------------------- | -------------- | --------------------- | ---------------------------------- | ------------ |
| Petite plage                                            | 0,26                  | 46° 09′ 49,6″ N, 1° 16′ 47,9″ O | Pertuis Breton, Île de Ré                       | sable, vase    |                       | Rivedoux-Plage                     |              |
| Plage Nord de Rivedoux                                  | 1,67                  | 46° 09′ 39,7″ N, 1° 15′ 51,8″ O | Pertuis Breton, Île de Ré                       | sable, vase    |                       | Rivedoux-Plage                     |              |
| Plage Sud de Rivedoux / de Sablanceaux                  | 2,65                  | 46° 09′ 20,5″ N, 1° 16′ 01,9″ O | Pertuis d'Antioche, Île de Ré                   | sable          | Naturiste (en partie) | Rivedoux-Plage                     |              |
| Plage de la Pointe de Chauveau                          | 1,3                   | 46° 08′ 43,2″ N, 1° 16′ 59,7″ O | Pertuis d'Antioche, Île de Ré                   | sable, platier |                       | Rivedoux-Plage, Sainte-Marie-de-Ré |              |
| Plage de Port-Notre-Dame                                | 1,3                   | 46° 08′ 40,7″ N, 1° 17′ 46,3″ O | Pertuis d'Antioche, Île de Ré                   | sable, platier |                       | Sainte-Marie-de-Ré                 |              |
| Plage de la Basse Benaie                                | 1,3                   | 46° 08′ 41,1″ N, 1° 18′ 57″ O   | Pertuis d'Antioche, Île de Ré                   | sable, platier |                       | Sainte-Marie-de-Ré                 |              |
| Plage de La Salée                                       | 0,5                   | 46° 08′ 47,8″ N, 1° 19′ 28,7″ O | Pertuis d'Antioche, Île de Ré                   | sable, platier |                       | Sainte-Marie-de-Ré                 |              |
| Plage de Montamer                                       | 1                     | 46° 09′ 00,2″ N, 1° 19′ 53,1″ O | Pertuis d'Antioche, Île de Ré                   | sable, platier |                       | Sainte-Marie-de-Ré                 |              |
| Plage des Grenettes                                     | 0,7                   | 46° 09′ 29,6″ N, 1° 21′ 26,6″ O | Pertuis d'Antioche, Océan Atlantique, Île de Ré | sable, platier |                       | Sainte-Marie-de-Ré                 |              |
| Plage de Gros Joncs / du Pas des Bœufs / des Gouillauds | 9,3                   | 46° 10′ 24,8″ N, 1° 23′ 03,8″ O | Pertuis d'Antioche, Océan Atlantique, Île de Ré | sable          | Naturiste (en partie) | Le Bois-Plage-en-Ré                |              |
| Plage des Gollandières                                  | 9,3                   | 46° 10′ 41,6″ N, 1° 23′ 42,6″ O | Pertuis d'Antioche, Océan Atlantique, Île de Ré | sable          |                       | Le Bois-Plage-en-Ré                |              |
| Plage du Petit Sergent                                  | 9,3                   | 46° 10′ 55,2″ N, 1° 24′ 23,5″ O | Pertuis d'Antioche, Océan Atlantique, Île de Ré | sable          | Naturiste (en partie) | Le Bois-Plage-en-Ré                |              |
| Plage des Follies / du Peu Bernard                      | 9,3                   | 46° 11′ 10,1″ N, 1° 24′ 59,2″ O | Pertuis d'Antioche, Océan Atlantique, Île de Ré | sable          | Naturiste             | La Couarde-sur-Mer                 |              |
| Plage des Anneries / du Peu des Hommes                  | 9,3                   | 46° 11′ 21,6″ N, 1° 25′ 37″ O   | Pertuis d'Antioche, Océan Atlantique, Île de Ré | sable          |                       | La Couarde-sur-Mer                 |              |
| Plage du Peu Ragot                                      | 9,3                   | 46° 11′ 31,3″ N, 1° 26′ 03,7″ O | Pertuis d'Antioche, Océan Atlantique, Île de Ré | sable          |                       | La Couarde-sur-Mer                 |              |
| Plage des Prises                                        | 9,3                   | 46° 11′ 57,6″ N, 1° 27′ 14,7″ O | Pertuis d'Antioche, Océan Atlantique, Île de Ré | sable          |                       | La Couarde-sur-Mer, Ars-en-Ré      |              |
| Plage de la Marielle                                    | 1,2                   | 46° 11′ 46,3″ N, 1° 30′ 34,1″ O | Océan Atlantique, Île de Ré                     | sable, platier |                       | Ars-en-Ré                          |              |
| Plage de la Grange                                      | 0,5                   | 46° 12′ 04,9″ N, 1° 31′ 37,1″ O | Océan Atlantique, Île de Ré                     | sable, platier |                       | Ars-en-Ré                          |              |
| Plage de la Pointe de Grignon                           | 3,3                   | 46° 12′ 17,5″ N, 1° 32′ 08,7″ O | Océan Atlantique, Île de Ré                     | sable, platier |                       | Ars-en-Ré                          |              |
| Plage de Radia                                          | 3,3                   | 46° 12′ 52,5″ N, 1° 32′ 28,5″ O | Océan Atlantique, Île de Ré                     | sable, platier |                       | Ars-en-Ré                          |              |
| Plage de Saint-Clément / Plage de la Côte Sauvage       | 3,3                   | 46° 13′ 22,9″ N, 1° 32′ 46,2″ O | Océan Atlantique, Île de Ré                     | sable, platier |                       | Saint-Clément-des-Baleines         |              |
| Plage de la Pointe des Baleines                         | 0,85                  | 46° 14′ 36,7″ N, 1° 33′ 44,7″ O | Océan Atlantique, Île de Ré                     | sable, platier | Phare des Baleines    | Saint-Clément-des-Baleines         |              |
| Plage de la Conche des Baleines                         | 3,65                  | 46° 14′ 37,6″ N, 1° 32′ 28,8″ O | Océan Atlantique, Île de Ré                     | sable          | Naturiste (en partie) | Saint-Clément-des-Baleines         |              |
| Plage du Petit Bec                                      | 3,65                  | 46° 15′ 15,3″ N, 1° 31′ 09,8″ O | Océan Atlantique, Île de Ré                     | sable          |                       | Les Portes-en-Ré                   |              |
| Plage du Lizay                                          | 1                     | 46° 15′ 28,7″ N, 1° 30′ 38″ O   | Pertuis Breton, Océan Atlantique, Île de Ré     | sable, platier |                       | Les Portes-en-Ré                   |              |
| Plage du Marchais                                       | 1                     | 46° 15′ 23″ N, 1° 29′ 40,6″ O   | Pertuis Breton, Océan Atlantique, Île de Ré     | sable, platier |                       | Les Portes-en-Ré                   |              |
| Plage du Gros Jonc                                      | 0,85                  | 46° 15′ 05,9″ N, 1° 29′ 18,1″ O | Pertuis Breton, Océan Atlantique, Île de Ré     | sable, platier |                       | Les Portes-en-Ré                   |              |
| Plage de la Loge                                        | 0,85                  | 46° 14′ 39,1″ N, 1° 28′ 52,9″ O | Pertuis Breton, Océan Atlantique, Île de Ré     | sable          |                       | Les Portes-en-Ré                   |              |
| Plage de l'Anse du Fourneau                             | 0,95                  | 46° 14′ 15″ N, 1° 28′ 39,8″ O   | Pertuis Breton, Océan Atlantique, Île de Ré     | sable          |                       | Les Portes-en-Ré                   |              |
| Plage de Trousse-Chemise                                | 0,4                   | 46° 13′ 54,8″ N, 1° 28′ 32,8″ O | Pertuis Breton, Fier d'Ars, Île de Ré           | sable          |                       | Les Portes-en-Ré                   |              |
| Plage de la Patache                                     | 0,27                  | 46° 13′ 47,7″ N, 1° 28′ 48,5″ O | Pertuis Breton, Fier d'Ars, Île de Ré           | sable, vase    |                       | Les Portes-en-Ré                   |              |
| Plage de la Pointe de Loix                              | 0,95                  | 46° 13′ 44″ N, 1° 27′ 57,7″ O   | Pertuis Breton, Fier d'Ars, Île de Ré           | sable, vase    |                       | Loix                               |              |
| Plage de l'Oisellière                                   | 0,35                  | 46° 13′ 43,1″ N, 1° 26′ 50″ O   | Pertuis Breton, Fier d'Ars, Île de Ré           | sable, vase    |                       | Loix                               |              |
| Plage du Peulx                                          | 0,27                  | 46° 13′ 45,6″ N, 1° 26′ 07,8″ O | Pertuis Breton, Fier d'Ars, Île de Ré           | sable, vase    |                       | Loix                               |              |
| Plage du Grouin-Nord                                    | 1,3                   | 46° 13′ 49,9″ N, 1° 25′ 05,9″ O | Pertuis Breton, Fier d'Ars, Île de Ré           | sable, vase    |                       | Loix                               |              |
| Plage du Grouin                                         | 0,84                  | 46° 13′ 37,9″ N, 1° 24′ 55,5″ O | Pertuis Breton, Île de Ré                       | sable, vase    |                       | Loix                               |              |
| Plage de la Petite Tonille                              | 0,24                  | 46° 13′ 32,8″ N, 1° 25′ 05″ O   | Pertuis Breton, Île de Ré                       | sable, vase    |                       | Loix                               |              |
| Plage de la Charge Neuve                                | 0,15                  | 46° 12′ 19,4″ N, 1° 25′ 34,1″ O | Pertuis Breton, Île de Ré                       | sable, vase    |                       | La Couarde-sur-Mer                 |              |
| Plage du Vert Clos                                      | 0,9                   | 46° 12′ 19,1″ N, 1° 22′ 43,4″ O | Pertuis Breton, Île de Ré                       | sable, vase    |                       | Saint-Martin-de-Ré                 |              |
| Plage de la Cible                                       | 0,16                  | 46° 12′ 17″ N, 1° 21′ 15″ O     | Pertuis Breton, Île de Ré                       | sable, vase    |                       | Saint-Martin-de-Ré                 |              |
| Plage de la Clavette                                    | 1,3                   | 46° 11′ 30,8″ N, 1° 19′ 48,7″ O | Pertuis Breton, Île de Ré                       | sable, vase    |                       | La Flotte                          |              |
| Plage de l'Arnérault                                    | 0,5                   | 46° 11′ 14,1″ N, 1° 18′ 59,5″ O | Pertuis Breton, Île de Ré                       | sable, vase    |                       | La Flotte                          |              |